# Lafayette Fredrikson
Lafayette Fredrikson (* 15. April 1970 in München) ist ein deutscher Komponist.
Fredrikson hat einen verschiedene Genres übergreifenden Werkansatz und verbindet Klassik-, Jazz- und Pop-Elemente. Außerdem kombiniert er Musik, Literatur und Fotografie. Er ist Gründer der Künstlergruppe „Blickdichter“, die Musik, Theater, Literatur, Fotografie und Multimedia-Installationen miteinander verbindet. Weitere prominente Mitglieder sind die Schauspieler Alexander Netschajew und Konstantin Moreth sowie Musikproduzent Tom Mueller, der unter anderem für den Sound des Pop-Stars Peter Schilling („Major Tom“) verantwortlich ist.
Er absolvierte ein Musikstudium am Richard-Strauss-Konservatorium in München sowie an der Hochschule für Musik in Karlsruhe.
Als Komponist und Arrangeur für Film, Hörspiel und Theater hat Fredrikson Musik für die Hörspielfassung von Jacques Tatis „Die Ferien des Monsieur Hulot“, für die deutsch-italienische Fernsehserie „Zwei Männer und die Frauen“ mit August Zirner und Luca Barbareschi und Bühnenmusik für Josef Hannesschläger geschrieben.

## Werke (Auswahl)
- „Zwölf Oden an die neue Zeit“ (1988/89) für Violoncello und Gitarre
- „A Mass in A-minor“ (1990) für Chor, Orgel und Kammerorchester
- „Three Years To Go, Bill Gates“ (1997) Audio-Collage
- „Cinq Peintures“ (1994/2003) für Gitarre solo
- „Küss mich, DJ!“ (2001/2003) Bühnenhörspiel in 15 Balladen
- „Rag & Time“ (2004) für Gitarre solo
- „Zwei Tänze“ (2004) für Gitarre solo

| Personendaten    | Personendaten         |
| ---------------- | --------------------- |
| NAME             | Fredrikson, Lafayette |
| KURZBESCHREIBUNG | deutscher Komponist   |
| GEBURTSDATUM     | 15. April 1970        |
| GEBURTSORT       | München               |